# Les Hot Swing
Les Hot Swing è stato un gruppo fondato nel 1988 dal chitarrista Alessandro Russo. La musica del gruppo si ispira a quella delle piccole formazioni musicali jazzistiche per strumenti a corde nate in Europa negli anni Trenta, in particolare il Quintette du Hot Club de France di Django Reinhardt e Stéphane Grappelli e, in Italia, il Quintetto Ritmico di Milano del chitarrista Luciano Zuccheri.

## Storia di Les Hot Swing
Il repertorio di Les Hot Swing include standard degli anni Venti e Trenta, brani di gypsy jazz, canzoni swing italiane ("Maria Gilberta", "A zonzo", "Il ritmo  dell'amore") e composizioni originali soprattutto di Russo ("Mr. Oso", "Fred Tuscolana", “Swingarsela” e altri). 
Il gruppo è composto da Alessandro Russo ([chitarra solista), Stefano Tavernese (violino, mandolino, voce), Piero Piciucco (contrabbasso) e Jacopo Benci (chitarra ritmica). 
Il virtuosismo chitarristico di Russo, la verve vocale e strumentale di Tavernese, ed un grande senso dell'umorismo fanno delle esibizioni dal vivo del gruppo uno spettacolo divertente oltre che musicalmente godibile. Dal 1988 in poi, Les Hot Swing costituiscono un appuntamento fisso della scena musicale romana, prendendo inoltre parte a numerose rassegne di musica jazzistica in Italia, e a programmi radio e televisivi. 
L'album di esordio, intitolato Les Hot Swing (New Sound Planet/Hi, Folks!), esce nel 1989 e il suo produttore esecutivo è Ezio Guaitamacchi. 
Nel 1990 il "Dizionario della canzone italiana" (Curcio Editore) curato da Renzo Arbore dedica una voce a Les Hot Swing.
Durante gli anni Novanta ha fatto parte de Les Hot Swing il violinista cubano Rubén Chaviano Fabián, successivamente trasferitosi a Firenze dove ha suonato e inciso col chitarrista Maurizio Geri e quindi con un proprio trio, Alta Madera; anche il clarinettista Luca Velotti, collaboratore fra gli altri di Paolo Conte, suona in varie occasioni col gruppo. 
Sia Chaviano Fabián che Velotti partecipano alle registrazioni del secondo album de Les Hot Swing, Swingarsela (GEVA), pubblicato nel 2004.
Nel 2007 Stefano Tavernese lascia Les Hot Swing (ritornerà con gli ex-compagni occasionalmente dal 2015 in poi). Il gruppo continua come trio fino al 2018 con Russo, Benci e Piciucco, e occasionalmente come duo (Russo chitarra solista, Benci chitarra ritmica e voce).

## Discografia
- 1989 - Les Hot Swing (New Sound Planet / Hi, Folks!, LP e CD, settembre 1989; ristampato nel 2003 con l'aggiunta di un brano)
- 2004 - Swingarsela (Geva Edizioni, CD, ottobre 2004)